# Raymond Defonseca
Raymond Defonseca ou Raymond De Fonseca (Mons, 1er juillet 1904 - Saint-Gilles 6 février 1956), est un officier et un héros de la résistance belge durant la Seconde Guerre mondiale. Il commande le Mouvement national belge, mouvement de Résistance belge, de 1942 à 1944 avant d'être arrêté par les Allemands.

## Biographie
Raymond Marius Defonseca, né le 1er juillet 1904 à Mons, est le fils Pierre Defonseca, musicien au 2e régiment de chasseurs à cheval et de Dieudonnée Joséphine Dumont. En septembre 1930, il épouse Gabrielle Deckers qui décède en août 1948.
Au niveau professionnel, il est d'abord mécanicien avant de devenir commissaire-adjoint de la police communale de Saint-Gilles.
Au début de la Seconde Guerre mondiale, il reçoit l'ordre de rejoindre le sud de la France mais est bloqué par l'avance allemande à Berck-sur-Mer. Il est contraint de retourner à Saint-Gilles sous occupation allemande et y reprend son travail de policier.
Il est recruté dans la Résistance au sein du Mouvement national belge au début de 1941 et intègre le bureau national de cette organisation en octobre 1941. En janvier 1942, il devient l'adjoint de Camille Joset, chef national de ce mouvement. 
À la suite de l'arrestation de Camille Joset survenue le 27 avril 1942, il reprend le commandement national du Mouvement National Belge (M.N.B.). Son mandat est au départ contesté, notamment par le fils de Camille Joset, Camille-Jean Joset. 
Devenu chef du Mouvement national belge, il poursuit les activités de celui-ci : publication du journal clandestin « La Voix des Belges » et récolte de renseignements au profit du gouvernement belge à Londres et de ses alliés. En 1943, s'ajoutent aux activités du mouvement : la recherche, l’hébergement et l’évacuation d’aviateurs alliés en coopération avec la ligne d’évasion Comète. Plus d'une centaine d’aviateurs bénéficieront des activités de son mouvement et pourront ainsi être retrouvés et être remis à la filière d'évasion de Comète principalement via l'Espagne. De même, il vient en aide aux familles des prisonniers politiques du groupement ainsi qu’aux réfractaires au travail obligatoire. 
Il est à plusieurs reprises inquiété par les Allemands. Il est retenu comme otage du 8 septembre 1942 au 13 novembre 1942 puis du 26 février 1943 au 30 mars 1943. Il gagne la clandestinité à partir d’août 1943. Il est finalement arrêté le 17 février 1944 en compagnie d'autre dirigeants du Mouvement national belge et est incarcéré à la caserne Sainte-Anne à Laeken. Il y subit les sévices des services de la Gestapo. Il est transféré à la prison de Saint-Gilles le 1er août 1944 et, grâce à l'avancée rapide des alliés, est in extremis libéré le 3 septembre 1944. Son épouse, Gabrielle Deckers qui a, quant à elle, rejoint les rangs du Mouvement national belge comme officier, était une agente du Service de renseignement et d'action et a également été arrêtée par les Allemands.
Cependant, l’arrestation en février 1944 de Raymond Defonseca et de ses principaux adjoints au Mouvement national belge a considérablement désorganisé le Mouvement national belge à quelques mois de la libération du pays.  
Après la Libération, il est détaché à la Sûreté de l’Etat comme commissaire principal. Il réintègre ensuite son poste de commissaire-adjoint à la police de Saint-Gilles. 
Reconnu prisonnier politique et résistant par la presse clandestine, il obtient le grade de lieutenant-colonel dans la résistance armée et de capitaine dans les services de renseignements et d’action. 
Le 6 février 1956, il finit par succomber aux nombreuses blessures infligées par la Gestapo. Il a été inhumé au cimetière de Saint-Gilles.

## Distinctions
- Commandeur de l'ordre de la Couronne avec palme en 1947 (Belgique).
- Croix de guerre 40-45 avec palmes (Belgique).
- Médaille de la Résistance (Belgique).
- Croix civique de 1ère classe en 1955 (Belgique).
- Silver Star en août 1946 (États-Unis).